# Bruno Giuranna
Bruno Giuranna (Milano, 6 aprile 1933) è un violista e direttore d'orchestra italiano.

## Biografia
Nato a Milano da una famiglia di estrazione musicale ha compiuto gli studi con Vittorio Emanuele, Mario Corti, Remy Prìncipe al Conservatorio di Santa Cecilia a Roma.
Ha fatto parte del Trio Italiano d'Archi dal 1963 al 1968, e nel 1952 è stato tra i fondatori del complesso cameristico I Musici.
La sua carriera concertistica da solista è incominciata nel 1953 con la prima mondiale della Musica da Concerto per viola ed orchestra d'archi composta per lui da Giorgio Federico Ghedini con Herbert von Karajan alla direzione dell’Orchestra Sinfonica della Rai di Roma (5 dicembre 1953).
Nel 1982 suona la Sinfonia concertante per violino, viola e orchestra di Mozart con Salvatore Accardo diretto da Claudio Abbado alla Scala.
Dopo essere già stato docente dal 1966 al 1982 presso l'Accademia Musicale Chigiana, è ritornato ed insegna tuttora a Siena nel 2004.
Per tutta la sua carriera, che continua tuttora, ha collaborato con orchestre di stampo internazionale quali i Berliner Philharmoniker, l'Orchestra reale del Concertgebouw di Amsterdam, e l'Orchestra del Teatro alla Scala di Milano e con vari direttori di grande successo come Claudio Abbado, Riccardo Muti, Carlo Maria Giulini, Sir John Barbirolli e Sergiu Celibidache.